# 500 miles d'Indianapolis 1958
GP précédent GP suivant
Les 500 miles d'Indianapolis 1958 (XLIInd Indianapolis Motor Sweepstakes), courus sur l'Indianapolis Motor Speedway et organisés le vendredi 30 mai 1958, ont été remportés par le pilote américain Jimmy Bryan sur une Epperly-Offenhauser.
L'épreuve comptait pour le championnat national américain (USAC) mais également pour le championnat du monde des pilotes, dont elle constituait la soixante-huitième épreuve courue depuis 1950, et la quatrième manche de la saison.

## Contexte avant la course

### Le championnat du monde
L'épreuve des 500 miles d'Indianapolis constitue le principal événement du championnat national USAC, et à ce titre, presque exclusivement disputée par des pilotes américains. Malgré leur intégration au championnat du monde en 1950, les 500 miles se courent suivant la réglementation en vigueur aux États-Unis : moteur atmosphérique de 4200 cm3, moteur suralimenté de 2800 cm3, moteur diesel de 5500 cm3 ou moteur à turbine de capacité libre. Depuis la fin de la Seconde Guerre mondiale seuls quelques pilotes européens ont tenté leur chance à Indianapolis, le plus célèbre étant Alberto Ascari (en 1952), mais sans succès. Aussi l'annonce de la possible participation du quintuple champion du monde Juan Manuel Fangio donne-t-elle un relief particulier à l'édition de 1958.

### Le circuit

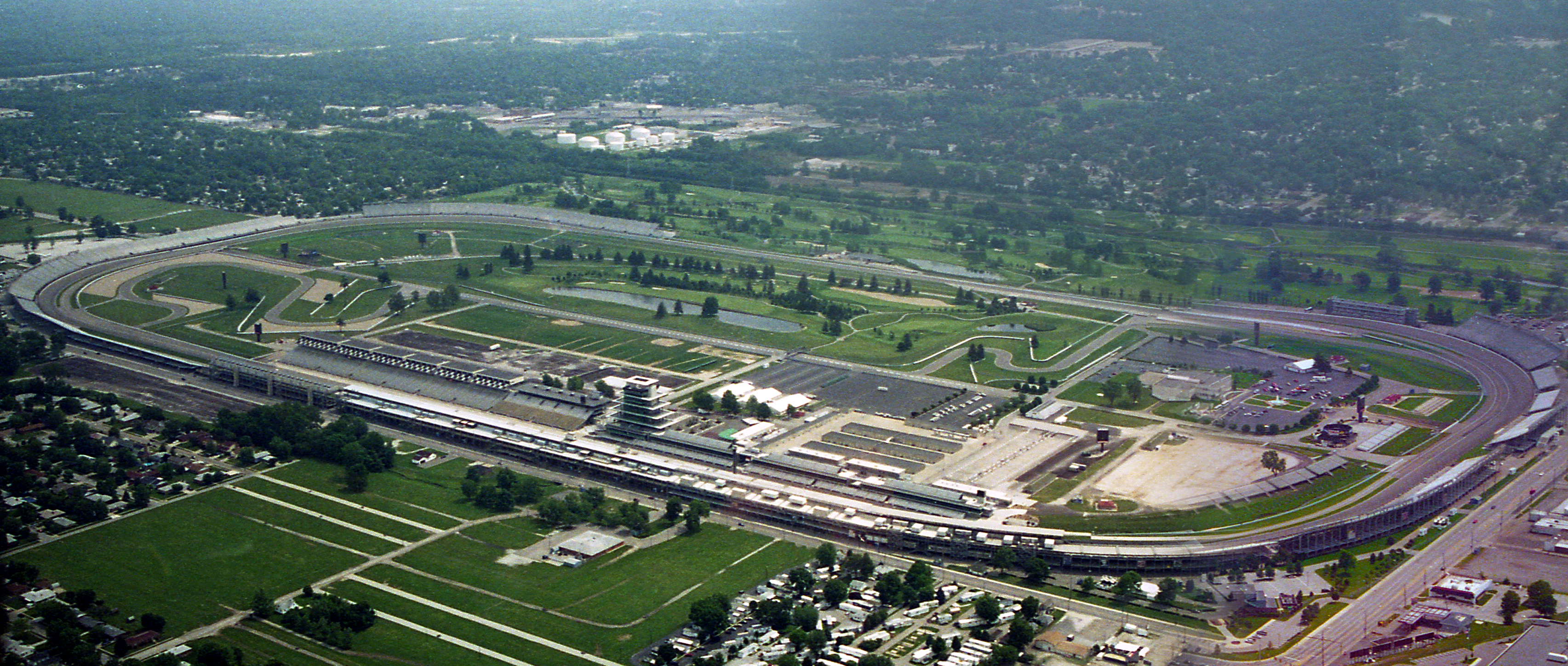
L'anneau d'Indianapolis, avec ses quatre virages relevés.

Depuis sa création en 1909 sous la houlette de l'homme d'affaires Carl Fisher, l'autodrome d'Indianapolis a gardé son tracé rectangulaire, composé de quatre virages à gauche, de rayon constant, relevés d'environ dix degrés. Seules ont évolué la surface de la piste, depuis 1956 asphaltée sur toute sa longueur sauf une bande de briques sur la ligne de départ, et les installations qui comportent des tribunes et une tour de contrôle modernes. Le record de la piste est détenu par Pat Flaherty, vainqueur de l'édition 1956, qui avait alors réalisé une moyenne de plus de 234 km/h lors des qualifications.
Contrairement aux Grands Prix de formule un le départ est de type lancé, les pilotes devant accomplir deux tours de circuit derrière la voiture de sécurité (cette année un cabriolet Pontiac Bonneville piloté par le vainqueur 1957 Sam Hanks) avant que la course soit ouverte.

## Monoplaces en lice

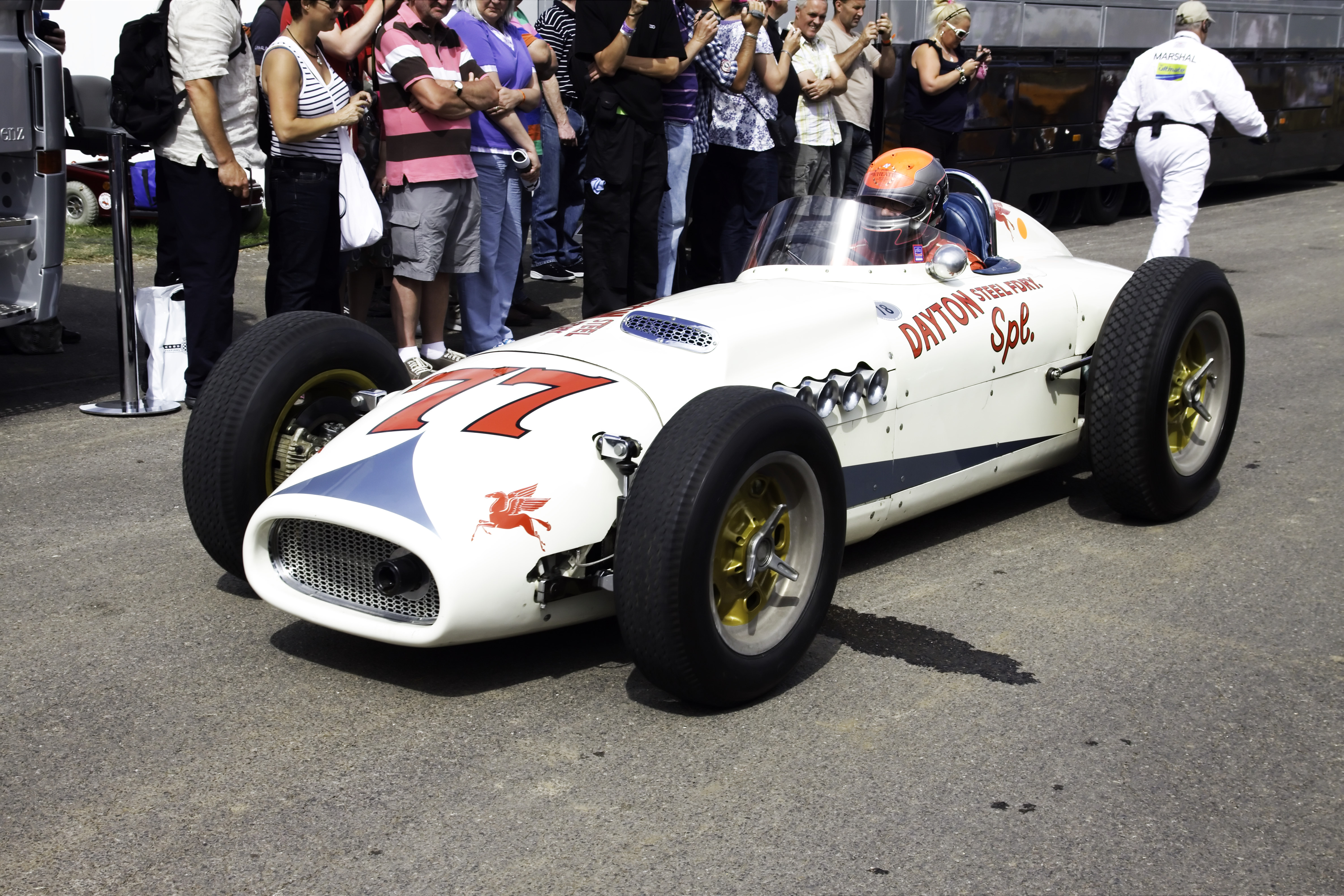
Une Kurtis Kraft 500G, lors d'une manifestation historique. C'est cette Dayton Steel Foundry Spl. que Fangio va piloter en 1958.

Le circuit tournant exclusivement dans le sens anti-horaire, tous les constructeurs ont développé des monoplaces à moteur décentré sur la gauche ; de même, le profil des pneumatiques est spécifique au tracé. Victorieuses à cinq reprises de 1950 à 1955, les Kurtis Kraft représentent encore la moitié du plateau, mais s'avèrent désormais moins performantes que les 'roadsters' Watson ou Epperly, derniers vainqueurs en date. Au niveau des moteurs, presque tous les concurrents utilisent le 4 cylindres atmosphérique Offenhauser, d’une puissance de l’ordre de 380 chevaux à 5500 tr/min. Seules les Novi Spl. utilisent un moteur à compresseur mécanique, un V8 développant près de 600 chevaux à 7000 tr/min. Leur surcroît de puissance leur donne un net avantage en vitesse de pointe, insuffisant toutefois pour compenser leur handicap de poids et leur consommation excessive.

## Coureurs inscrits
| no | Pilote                             | Écurie                 | Monoplace (nom officiel)  | Constructeur | Châssis               | Moteur         | Pneumatiques |
| 1  | Jimmy Bryan                        | George Salih           | Belond AP Spl.            | Epperly      | Epperly Indy Roadster | Offenhauser L4 | F            |
| 2  | Jim Rathmann                       | Leader Card 500        | Leader Card Spl.          | Epperly      | Epperly Indy Roadster | Offenhauser L4 | F            |
| 4  | Pat O’Connor                       | Chapman Root           | Sumar Spl.                | Kurtis Kraft | Kurtis Kraft 500G     | Offenhauser L4 | F            |
| 5  | Ed Elisian                         | John Zink              | John Zink Spl.            | Watson       | Watson Indy Roadster  | Offenhauser L4 | F            |
| 7  | Johnny Thomson                     | D-A Lubricant Racing   | D-A Lubricant Spl.        | Kurtis Kraft | Kurtis Kraft 500      | Offenhauser L4 | F            |
| 8  | Rodger Ward                        | Wolcott Fuel Injection | Wolcott Spl.              | Lesovsky     | Lesovsky              | Offenhauser L4 | F            |
| 9  | Johnny Boyd                        | Bowes Seal Fast Racing | Bowes Seal Fast Spl.      | Kurtis Kraft | Kurtis Kraft 500G     | Offenhauser L4 | F            |
| 10 | Rex Easton                         | Hoover Motor Express   | Hoover Motor Spl.         | Kurtis Kraft | Kurtis Kraft 500G     | Offenhauser L4 | F            |
| 14 | Bob Veith                          | Bowes Seal Fast Racing | Bowes Seal Fast Spl.      | Kurtis Kraft | Kurtis Kraft 500G     | Offenhauser L4 | F            |
| 15 | Paul Russo                         | Novi Racing            | Novi Foundry Spl.         | Kurtis Kraft | Kurtis Kraft 500F     | Novi V8s       | F            |
| 16 | Jimmy Reece                        | John Zink              | John Zink Spl.            | Watson       | Watson Indy Roadster  | Offenhauser L4 | F            |
| 17 | Art Bisch Jack Hensley             | Ansted Rotary          | Ansted Rotary Spl.        | Kurtis Kraft | Kurtis Kraft 500D     | Offenhauser L4 | F            |
| 18 | Marshall Teague                    | Chapman Root           | Sumar Spl.                | Kurtis Kraft | Kurtis Kraft 500G     | Offenhauser L4 | F            |
| 19 | Johnnie Tolan                      | E.R. Casale            | Greenman-Casale Spl.      | Kuzma        | Kuzma Indy Roadster   | Offenhauser L4 | F            |
| 24 | Gene Hartley                       | Fred Sommer            | Hoyt Machine Spl.         | Kurtis Kraft | Kurtis Kraft 500G     | Offenhauser L4 | F            |
| 25 | Jack Turner                        | Joseph Massaglia       | Massaglia Hotel Spl.      | Lesovsky     | Lesovsky              | Offenhauser L4 | F            |
| 26 | Don Freeland                       | Bob Estes              | Bob Estes Spl.            | Phillips     | Phillips              | Offenhauser L4 | F            |
| 28 | Elmer George                       | Ansted Rotary          | Ansted Rotary Spl.        | Kuzma        | Kuzma Indy Roadster   | Offenhauser L4 | F            |
| 29 | A. J. Foyt                         | Dean Van Lines         | Dean Van Lines Spl.       | Kuzma        | Kuzma Indy Roadster   | Offenhauser L4 | F            |
| 31 | Paul Goldsmith                     | City of Daytona        | Daytona Beach Spl.        | Kurtis Kraft | Kurtis Kraft 500G     | Offenhauser L4 | F            |
| 33 | Tony Bettenhausen                  | Jones & Maley Cars     | Jones & Maley Spl.        | Epperly      | Epperly Indy Roadster | Offenhauser L4 | F            |
| 43 | Billy Garrett                      | H.A. Chapman           | Chapman Spl.              | Kurtis Kraft | Kurtis Kraft 500G     | Offenhauser L4 | F            |
| 44 | Jud Larson                         | John Zink              | John Zink Spl.            | Watson       | Watson Indy Roadster  | Offenhauser L4 | F            |
| 45 | Johnnie Parsons                    | Fred Gerhardt          | Gerhardt Spl.             | Kurtis Kraft | Kurtis Kraft 500G     | Offenhauser L4 | F            |
| 48 | Jerry Unser                        | Chapman Root           | Sumar Spl.                | Kurtis Kraft | Kurtis Kraft 500C     | Offenhauser L4 | F            |
| 49 | Ray Crawford                       | Ray Crawford           | Meguiar's Mirror Spl.     | Kurtis Kraft | Kurtis Kraft 500G     | Offenhauser L4 | F            |
| 51 | Jerry Unser                        | Duncan                 | Duncan Spl.               | Kurtis Kraft | Kurtis Kraft 500A     | DeSoto V8      | F            |
| 52 | Al Keller                          | Pat Clancy             | Bardhal Spl.              | Kurtis Kraft | Kurtis Kraft 500G     | Offenhauser L4 | F            |
| 54 | Bill Cheesbourg Juan Manuel Fangio | Novi Racing            | Novi Foundry Spl.         | Kurtis Kraft | Kurtis Kraft 500F     | Novi V8s       | F            |
| 55 | Eddie Russo                        | Sclavi & Amos          | Sclavi-Amos Spl.          | Kuzma        | Kuzma Indy Roadster   | Offenhauser L4 | F            |
| 56 | Fred Agabashian                    | City of Memphis        | Memphis Spl.              | Kurtis Kraft | Kurtis Kraft 500G     | Offenhauser L4 | F            |
| 57 | Art Bisch Fred Agabashian          | H.H. Johnson           | Helse Spl.                | Kuzma        | Kuzma Indy Roadster   | Offenhauser L4 | F            |
| 58 | Van Johnson                        | Ray Brady              | Ray Brady Spl.            | Kurtis Kraft | Kurtis Kraft 500C     | Offenhauser L4 | F            |
| 59 | Dempsey Wilson                     | Bob Sorenson           | Sorenson Spl.             | Kuzma        | Kuzma Indy Roadster   | Offenhauser L4 | F            |
| 61 | Eddie Johnson                      | Bryant Heating         | Bryant Heating Spl.       | Kurtis Kraft | Kurtis Kraft 500G     | Offenhauser L4 | F            |
| 62 | Joe Giba                           | Carl Anderson          | Carl Anderson Spl.        | Kurtis Kraft | Kurtis Kraft 500D     | Offenhauser L4 | F            |
| 65 | Bob Christie                       | Federal Engineering    | Federal Engineering Spl.  | Kurtis Kraft | Kurtis Kraft 500C     | Offenhauser L4 | F            |
| 66 | Jim McWithey                       | Federal Engineering    | Federal Engineering Spl.  | Kurtis Kraft | Kurtis Kraft 500C     | Offenhauser L4 | F            |
| 68 | Len Sutton                         | Jim Robbins            | Jim Robbins Spl.          | Kurtis Kraft | Kurtis Kraft 500G     | Offenhauser L4 | F            |
| 69 | Jimmy Daywalt                      | Federal Engineering    | Federal Engineering Spl.  | Kurtis Kraft | Kurtis Kraft 500D     | Offenhauser L4 | F            |
| 71 | Dempsey Wilson                     | Hall-Mar               | Hall-Mar Spl.             | Kurtis Kraft | Kurtis Kraft 500      | Offenhauser L4 | F            |
| 72 | Rex Easton                         | Wyandotte Tool         | Wyandotte Tool Spl.       | Kurtis Kraft | Kurtis Kraft 500A     | Offenhauser L4 | F            |
| 74 | Bill Homeier                       | Smith                  | Smith Spl.                | Kurtis Kraft | Kurtis Kraft 500C     | Offenhauser L4 | F            |
| 75 | Al Herman Fred Agabashian          | D-A Lubricant Racing   | D-A Lubricant Spl.        | Kuzma        | Kuzma Indy Roadster   | Offenhauser L4 | F            |
| 77 | Juan Manuel Fangio Mike Magill     | Dayton Steel Foundry   | Dayton Steel Foundry Spl. | Kurtis Kraft | Kurtis Kraft 500G     | Offenhauser L4 | F            |
| 82 | Jimmy Daywalt                      | Pete Salemi            | Central Excavating Spl.   | Kuzma        | Kuzma Indy Roadster   | Offenhauser L4 | F            |
| 83 | Shorty Templeman                   | Kalamazoo Sports       | McNamara Spl.             | Kurtis Kraft | Kurtis Kraft 500D     | Offenhauser L4 | F            |
| 88 | Eddie Sachs                        | Peter Schmidt          | Peter Schmidt Spl.        | Kuzma        | Kuzma Indy Roadster   | Offenhauser L4 | F            |
| 89 | Chuck Weyant                       | Dunn Engineering       | Dunn Engineering Spl.     | Dunn         | Dunn                  | Offenhauser L4 | F            |
| 92 | Jerry Unser                        | Roy McKay              | Roy McKay Spl.            | Kurtis Kraft | Kurtis Kraft 500G     | Offenhauser L4 | F            |
| 93 | Bob Cortner                        | Roy McKay              | McKay's Bulldog Spl.      | Kurtis Kraft | Kurtis Kraft 3000     | Offenhauser L4 | F            |
| 95 | Leroy Warriner Bill Homeier        | Safety Auto Glass      | Safety Auto Glass Spl.    | Kurtis Kraft | Kurtis Kraft 500C     | Offenhauser L4 | F            |
| 97 | Dick Rathmann                      | Kalamazoo Sports       | McNamara Spl.             | Watson       | Watson Indy Roadster  | Offenhauser L4 | F            |
| 98 | Troy Ruttman                       | JC Agajanian           | Agajanian Spl.            | Kuzma        | Kuzma Indy Roadster   | Offenhauser L4 | F            |
| 99 | George Amick                       | Norman Demler          | Demler Spl.               | Epperly      | Epperly Indy Roadster | Offenhauser L4 | F            |

- Remarque : Un pilote peut être inscrit sur plusieurs voitures. De même, plusieurs pilotes peuvent tenter de qualifier une même voiture.

## Qualifications
Les essais qualificatifs sont organisés les deux week-ends précédant la course, les 17/18 et 24/25 mai. Auparavant, les débutants ont dû passer les tests obligatoires sur piste, le premier mai. Un exercice parfaitement exécuté par le quintuple champion du monde Juan Manuel Fangio au volant de la Kurtis Kraft engagée par l'industriel George Walther Jr. Il s'agit d'un modèle de l'année précédente avec lequel le pilote argentin parvient à tourner à 229,8 km/h de moyenne, soit 4 km/h plus vite que le temps de qualification effectué par Mike Magill en 1957, alors que la voiture était neuve. Néanmoins le 'Maestro', s'étant fixé 233 km/h pour objectif, se rend vite compte que son 'roadster' est loin du niveau des meilleurs. Après quelques journées d'essais, au cours desquels il n'a pas manqué d'impressionner les spécialistes de l'épreuve, il renonce à piloter cette voiture qui l'a déçu, le niveau des mécaniciens de l'équipe ne lui permettant pas de parfaire sa mise au point. A titre de comparaison, il essaye une des deux Novi Spl. engagées par Lew Welch, avec laquelle il atteint 217 km/h en seulement trois tours, mais l'expérience n’ira pas plus loin.
Pour les qualifications, les pilotes sont chronométrés sur 4 tours lancés (10 miles). Le premier jour, déterminant les premières positions de la grille de départ, est appelé "Pole Day", les pilotes se qualifiant les jours suivants ne pouvant prétendre aux premières places. En 1956, Pat Flaherty avait effectué un de ses quatre tours lancés à plus de 235 km/h de moyenne. Ce record n'a pas été amélioré en 1957, année d'introduction de la nouvelle réglementation, avec cylindrée des moteurs réduite.
Le samedi 17 mai, les pilotes des 'roadsters' Watson se mettent en évidence : Ed Elisian porte le record de la piste à 235,782 km/h et réalise la moyenne de 234,845 km/h sur ses quatre tours lancés. Sur des modèles identiques, Dick Rathmann et Jimmy Reece tournent également à plus de 233 km/h de moyenne, Rathmann s'octroyant finalement la pole position (234,922 km/h sur quatre tours), Reece troisième complétant la première ligne. Quatorze autres pilotes se qualifient au cours de ce premier week-end, assez loin toutefois des temps réalisés par Rathmann et Reece.
Le samedi 24 mai, la séance est très disputée et quatorze pilotes obtiennent leur qualification, le plus rapide étant Eddie Sachs avec une moyenne de 232,808 km/h. Bien qu'ayant réalisé le quatrième meilleur temps absolu, Sachs devra cependant prendre le départ derrière les dix-sept pilotes qualifiés lors du premier week-end. Deux places sur la grille sont l'enjeu de la dernière journée, le dimanche 25 ; elles sont obtenues par Dempsey Wilson et Bill Cheesbourg, qui occuperont les deux dernières positions pour le départ de la course. Troisième meilleur temps du jour, Gene Hartley est le premier pilote suppléant.
| Pos. | no | Pilote        | Voiture | Moyenne      | Temps (4 tours) | Écart    |
| 1    | 97 | Dick Rathmann | Watson  | 234,922 km/h | 4 min 06 s 62   |          |
| 2    | 5  | Ed Elisian    | Watson  | 234,845 km/h | 4 min 06 s 70   | + 0 s 08 |
| 3    | 16 | Jimmy Reece   | Watson  | 234,180 km/h | 4 min 07 s 40   | + 0 s 78 |

| Pos. | no | Pilote            | Voiture           | Moyenne      | Temps (4 tours) | Écart    |
| 1    | 14 | Bob Veith         | Kurtis Kraft      | 233,163 km/h | 4 min 08 s 48   |          |
| 2    | 4  | Pat O'Connor      | Kurtis Kraft      | 233,070 km/h | 4 min 08 s 58   | + 0 s 10 |
| 3    | 45 | Johnnie Parsons   | Kurtis Kraft      | 232,845 km/h | 4 min 08 s 82   | + 0 s 34 |
| 4    | 7  | Jimmy Bryan       | Epperly           | 232,043 km/h | 4 min 09 s 68   | + 1 s 20 |
| 5    | 9  | Johnny Boyd       | Kurtis Kraft      | 231,783 km/h | 4 min 09 s 96   | + 1 s 48 |
| 6    | 33 | Tony Bettenhausen | Epperly           | 231,615 km/h | 4 min 10 s 14   | + 1 s 66 |
| 7    | 25 | Jack Turner       | Lesovsky          | 230,841 km/h | 4 min 10 s 98   | + 2 s 50 |
| 8    | 8  | Rodger Ward       | Lesovsky          | 230,564 km/h | 4 min 11 s 28   | + 2 s 80 |
| 9    | 29 | A. J. Foyt        | Kuzma             | 230,345 km/h | 4 min 11 s 52   | + 3 s 04 |
| 10   | 26 | Don Freeland      | Phillips          | 230,189 km/h | 4 min 11 s 69   | + 3 s 21 |
| 11   | 15 | Paul Russo        | Kurtis Kraft-Novi | 230,070 km/h | 4 min 11 s 82   | + 3 s 34 |
| 12   | 43 | Billy Garrett     | Kurtis Kraft      | 229,779 km/h | 4 min 12 s 14   | + 3 s 66 |
| 13   | 31 | Paul Goldsmith    | Kurtis Kraft      | 229,724 km/h | 4 min 12 s 20   | + 3 s 72 |
| 14   | 65 | Bob Christie      | Kurtis Kraft      | 228,934 km/h | 4 min 13 s 07   | + 4 s 59 |

| Pos. | no | Pilote           | Voiture      | Moyenne      | Temps (4 tours) | Écart    |
| 1    | 88 | Eddie Sachs      | Kuzma        | 232,808 km/h | 4 min 08 s 86   |          |
| 2    | 44 | Jud Larson       | Watson       | 230,960 km/h | 4 min 10 s 85   | + 1 s 99 |
| 3    | 2  | Jim Rathmann     | Epperly      | 230,529 km/h | 4 min 11 s 49   | + 2 s 63 |
| 4    | 21 | Al Keller        | Kurtis Kraft | 230,025 km/h | 4 min 11 s 87   | + 3 s 01 |
| 5    | 7  | Johnny Thomson   | Kurtis Kraft | 229,988 km/h | 4 min 11 s 91   | + 3 s 05 |
| 6    | 83 | Shorty Templeman | Kurtis Kraft | 229,842 km/h | 4 min 12 s 07   | + 3 s 21 |
| 7    | 92 | Jerry Unser      | Kurtis Kraft | 229,742 km/h | 4 min 12 s 18   | + 3 s 32 |
| 8    | 98 | George Amick     | Kurtis Kraft | 229,669 km/h | 4 min 12 s 26   | + 3 s 40 |
| 9    | 61 | Eddie Johnson    | Kurtis Kraft | 229,605 km/h | 4 min 12 s 33   | + 3 s 47 |
| 10   | 68 | Len Sutton       | Kurtis Kraft | 229,578 km/h | 4 min 12 s 36   | + 3 s 50 |
| 11   | 57 | Art Bisch        | Kuzma        | 229,542 km/h | 4 min 12 s 40   | + 3 s 54 |
| 12   | 89 | Chuck Weyant     | Dunn         | 229,505 km/h | 4 min 12 s 44   | + 3 s 58 |
| 13   | 19 | Johnnie Tolan    | Kuzma        | 229,024 km/h | 4 min 12 s 97   | + 4 s 11 |
| 14   | 77 | Mike Magill      | Kurtis Kraft | 228,971 km/h | 4 min 13 s 03   | + 4 s 17 |

| Pos. | no | Pilote          | Voiture           | Moyenne      | Temps (4 tours) | Écart    |
| 1    | 59 | Dempsey Wilson  | Kuzma             | 230,574 km/h | 4 min 11 s 27   |          |
| 2    | 54 | Bill Cheesbourg | Kurtis Kraft-Novi | 229,406 km/h | 4 min 12 s 55   | + 1 s 28 |

## Grille de départ
| 1re ligne | Pos. 1                                   |  | Pos. 2                                     |  | Pos. 3                                    |
|           | Dick Rathmann Watson 234,922 km/h        |  | Ed Elisian Watson 234,845 km/h             |  | Jimmy Reece Watson 234,180 km/h           |
| 2e ligne  | Pos. 4                                   |  | Pos. 5                                     |  | Pos. 6                                    |
|           | Bob Veith Kurtis Kraft 233,163 km/h      |  | Pat O'Connor Kurtis Kraft 233,070 km/h     |  | Johnnie Parsons Kurtis Kraft 232,845 km/h |
| 3e ligne  | Pos. 7                                   |  | Pos. 8                                     |  | Pos. 9                                    |
|           | Jimmy Bryan Epperly 232,043 km/h         |  | Johnny Boyd Kurtis Kraft 231,783 km/h      |  | Tony Bettenhausen Epperly 231,615 km/h    |
| 4e ligne  | Pos. 10                                  |  | Pos. 11                                    |  | Pos. 12                                   |
|           | Jack Turner Kurtis Kraft 230,841 km/h    |  | Rodger Ward Lesovsky 230,564 km/h          |  | A.J. Foyt Kuzma 230,345 km/h              |
| 5e ligne  | Pos. 13                                  |  | Pos. 14                                    |  | Pos. 15                                   |
|           | Don Freeland Phillips 230,189 km/h       |  | Paul Russo Kurtis Kraft 230,070 km/h       |  | Billy Garrett Kurtis Kraft 229,779 km/h   |
| 6e ligne  | Pos. 16                                  |  | Pos. 17                                    |  | Pos. 18                                   |
|           | Paul Goldsmith Kurtis Kraft 229,724 km/h |  | Bob Christie Kurtis Kraft 228,934 km/h     |  | Eddie Sachs Kuzma 232,808 km/h            |
| 7e ligne  | Pos. 19                                  |  | Pos. 20                                    |  | Pos. 21                                   |
|           | Jud Larson Watson 230,960 km/h           |  | Jim Rathmann Epperly 230,373 km/h          |  | Al Keller Kurtis Kraft 230,025 km/h       |
| 8e ligne  | Pos. 22                                  |  | Pos. 23                                    |  | Pos. 24                                   |
|           | Johnny Thomson Kurtis Kraft 229,988 km/h |  | Shorty Templeman Kurtis Kraft 229,842 km/h |  | Jerry Unser Kurtis Kraft 229,742 km/h     |
| 9e ligne  | Pos. 25                                  |  | Pos. 26                                    |  | Pos. 27                                   |
|           | George Amick Epperly 229,669 km/h        |  | Eddie Johnson Kurtis Kraft 229,605 km/h    |  | Len Sutton Kurtis Kraft 229,578 km/h      |
| 10e ligne | Pos. 28                                  |  | Pos. 29                                    |  | Pos. 30                                   |
|           | Art Bisch Kuzma 229,542 km/h             |  | Chuck Weyant Dunn 229,505 km/h             |  | Johnnie Tolan Kuzma 229,024 km/h          |
| 11e ligne | Pos. 31                                  |  | Pos. 32                                    |  | Pos. 33                                   |
|           | Mike Magill Kurtis Kraft 228,971 km/h    |  | Dempsey Wilson Kuzma 230,574 km/h          |  | Bill Cheesbourg Kurtis Kraft 229,406 km/h |

## Déroulement de la course
Les trente-trois pilotes qualifiés s'élancent le vendredi matin à onze heures, sous un beau soleil, devant cent cinquante à deux cents mille spectateurs. Les deux tours de formation sont un peu confus, les trois pilotes qualifiés en première ligne étant partis derrière tous les autres. Dick Rathmann, Ed Elisian et Jimmy Reece parviennent toutefois à se frayer un chemin dans le peloton et se trouvent à leur place juste derrière la voiture de sécurité à la fin du second tour de mise en place. Lorsque la Pontiac Bonneville rentre, Rathmann prend aussitôt la tête, entraînant Elisian dans ses roues. À la sortie du virage numéro un, les deux pilotes sont légèrement détachés du reste du peloton. Rathmann est toujours en tête à la sortie du virage numéro deux mais dans la longue ligne droite opposée aux stands Elisian le déborde et s’empare du commandement. Mais à l'entrée du troisième virage, il perd le contrôle de son roadster et part en tête-à-queue, provoquant un gigantesque carambolage. En perdition la voiture d'Elisian est heurtée par celle de Rathmann, les deux échouant contre le mur extérieur. Derrière c'est le chaos dans le peloton emmené par Jimmy Reece, qui plonge à la corde pour éviter les deux premiers : son 'roadster' Watson est alors heurté par la Kurtis Kraft de Pat O'Connor qui décolle et se retourne sur son malheureux pilote, probablement tué sur le coup, avant d'achever sa course folle en flammes contre le mur. Onze autres pilotes sont impliqués dans la collision générale qui s'ensuit. Au total, sept voitures restent sur place, dont celle de Jerry Unser qui a escaladé le mur extérieur, le pilote s'en tirant avec l'épaule droite déboîtée. Bob Veith est parvenu à regagner son stand, mais pour abandonner aussitôt. D'autres en sont repartis avec quelques tours de retard, comme Paul Russo qui a dû faire réparer le radiateur de sa Novi.
Le nettoyage de la piste va prendre plus de vingt minutes, dix-huit tours étant accomplis derrière la voiture de sécurité. Lorsque les signaux verts réapparaissent, il ne reste plus que vingt-cinq voitures en piste, la plupart des favoris manquant à l'appel. Jimmy Bryan vire en tête au premier virage juste devant Tony Bettenhausen et Eddie Sachs. Bettenhausen se maintient dans les roues de Bryan avant de le passer imparablement dans le virage numéro quatre, prenant la tête de la course. Il ne parvient cependant pas à se détacher de ses poursuivants et durant vingt tours la course va être très disputée au sein d'un groupe de quatre pilotes, Bettenhausen, Bryan, Sachs et le débutant George Amick échangeant continuellement leurs positions. Au trente-neuvième tour la course est à nouveau neutralisée lorsque Chuck Weyant, en difficulté avec ses freins, perd le contrôle de sa voiture dans le virage numéro quatre et achève sa course dans le mur ; il est légèrement blessé. La course est bientôt relancée ; Amick se trouve alors en tête devant Bryan et Bettenhausen, une position qu’il va conserver jusqu'à son premier arrêt ravitaillement à la fin du quarante-septième tour. La course en tête se résume désormais en un duel entre Bryan et Bettenhausen, qui mènent tour à tour, tandis que Sachs, troisième, est légèrement distancé.
Lorsque les meneurs ravitaillent à leur tour, Bryan bénéficie d’un arrêt beaucoup plus rapide que celui de ses adversaires, qui lui donne un avantage d'une dizaine de secondes sur Bettenhausen. Dès lors, il va contrôler la course, gérant son avance. Il perd momentanément la première place lorsqu'il effectue son deuxième arrêt au cent-cinquième tour, chutant à la troisième place derrière Bettenhausen et Johnny Boyd ; Bettenhausen va s’arrêter trois boucles plus tard, laissant le commandement à Boyd qui va retarder son arrêt jusqu'au cent-vingt-sixième tour. Bryan reprend logiquement la tête, qu'il va conserver jusqu'à l'arrivée, remportant sa première victoire sur l'anneau ainsi que les trois-cents mille dollars de prime associés. La fin de course a fait l'objet d'un beau duel entre Boyd et Amick, Bettenhausen ayant perdu du temps lors de son second arrêt. C'est finalement Amick qui s'impose à la seconde place, prenant le dessus sur son adversaire à quinze tours de la fin.

### Classements intermédiaires
Classements intermédiaires des monoplaces aux premier, vingtième, quarantième, quatre-vingtième, centième, cent-vingtième, cent-cinquantième et cent-quatre-vingtième tours.

### Classement final

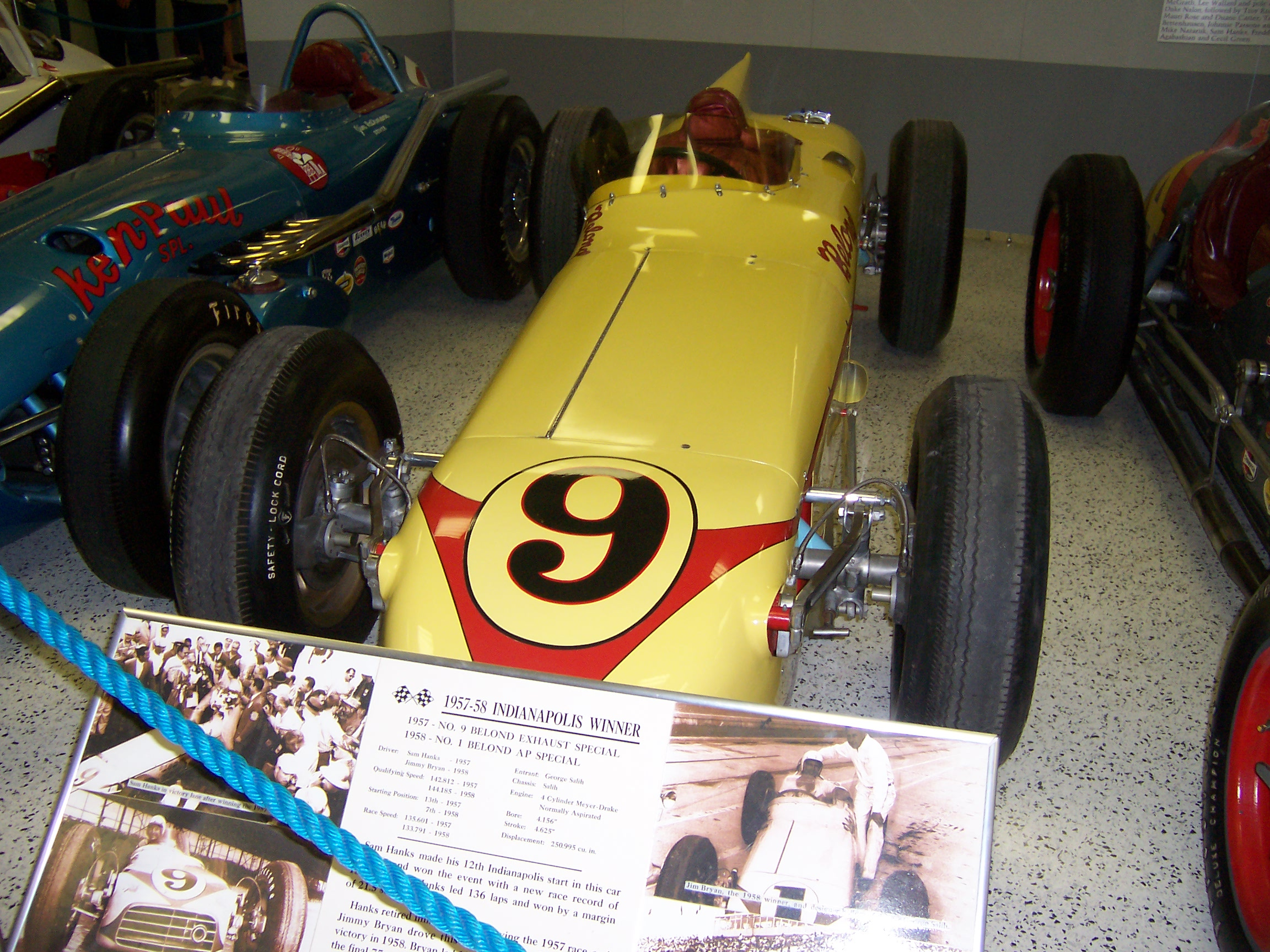
L'Epperly-Offenhauser, victorieuse des éditions 1957 et 1958 des 500 miles d'Indianapolis (ici dans sa livrée de 1957).

| Pos | Grille | No | Pilote             | Voiture                  | Tours | Temps/Abandon      | Points |
| 1   | 7      | 1  | Jimmy Bryan        | Epperly-Offenhauser      | 200   | 3 h 44 min 13 s 80 | 8      |
| 2   | 25     | 99 | George Amick (R)   | Epperly-Offenhauser      | 200   | + 27 s 63          | 6      |
| 3   | 8      | 9  | Johnny Boyd        | Kurtis Kraft-Offenhauser | 200   | + 1 min 09 s 67    | 4      |
| 4   | 9      | 33 | Tony Bettenhausen  | Epperly-Offenhauser      | 200   | + 1 min 34 s 81    | 4      |
| 5   | 20     | 2  | Jim Rathmann       | Epperly-Offenhauser      | 200   | + 1 min 35 s 62    | 2      |
| 6   | 3      | 16 | Jimmy Reece        | Watson-Offenhauser       | 200   | + 2 min 16 s 95    |        |
| 7   | 13     | 26 | Don Freeland       | Phillips-Offenhauser     | 200   | + 2 min 21 s 06    |        |
| 8   | 19     | 44 | Jud Larson (R)     | Watson-Offenhauser       | 200   | + 5 min 34 s 02    |        |
| 9   | 26     | 61 | Eddie Johnson      | Kurtis Kraft-Offenhauser | 200   | + 6 min 15 s 76    |        |
| 10  | 33     | 54 | Bill Cheesbourg    | Kurtis Kraft-Novi        | 200   | + 8 min 03 s 59    |        |
| 11  | 21     | 52 | Al Keller          | Kurtis Kraft-Offenhauser | 200   | + 9 min 14 s 20    |        |
| 12  | 6      | 45 | Johnnie Parsons    | Kurtis Kraft-Offenhauser | 200   | + 9 min 40 s 85    |        |
| 13  | 30     | 19 | Johnnie Tolan      | Kuzma-Offenhauser        | 200   | + 9 min 52 s 24    |        |
| 14  | 17     | 65 | Bob Christie       | Kurtis Kraft-Offenhauser | 189   | Sortie de piste    |        |
| 15  | 32     | 59 | Dempsey Wilson (R) | Kuzma-Offenhauser        | 151   | Incendie           |        |
| 16  | 12     | 29 | A. J. Foyt (R)     | Kuzma-Offenhauser        | 148   | Sortie de piste    |        |
| 17  | 31     | 77 | Mike Magill        | Kurtis Kraft-Offenhauser | 136   | Disqualifié        |        |
| 18  | 14     | 15 | Paul Russo         | Kurtis Kraft-Novi        | 122   | Accélérateur       |        |
| 19  | 23     | 83 | Shorty Templeman   | Kurtis Kraft-Offenhauser | 116   | Freins             |        |
| 20  | 11     | 8  | Rodger Ward        | Lesovsky-Offenhauser     | 93    | Magnéto            |        |
| 21  | 15     | 43 | Billy Garrett      | Kurtis Kraft-Offenhauser | 80    | Magnéto            |        |
| 22  | 18     | 88 | Eddie Sachs        | Kuzma-Offenhauser        | 68    | Transmission       |        |
| 23  | 22     | 7  | Johnny Thomson     | Kurtis Kraft-Offenhauser | 52    | Tenue de route     |        |
| 24  | 29     | 89 | Chuck Weyant       | Dunn-Offenhauser         | 38    | Accident           |        |
| 25  | 10     | 25 | Jack Turner        | Lesovsky-Offenhauser     | 21    | Pompe à essence    |        |
| 26  | 4      | 14 | Bob Veith          | Kurtis Kraft-Offenhauser | 1     | Accident           |        |
| 27  | 1      | 97 | Dick Rathmann      | Watson-Offenhauser       | 0     | Accident           |        |
| 28  | 2      | 5  | Ed Elisian         | Watson-Offenhauser       | 0     | Accident           |        |
| 29  | 5      | 4  | Pat O'Connor       | Kurtis Kraft-Offenhauser | 0     | Accident fatal     |        |
| 30  | 16     | 31 | Paul Goldsmith (R) | Kurtis Kraft-Offenhauser | 0     | Accident           |        |
| 31  | 24     | 92 | Jerry Unser (R)    | Kurtis Kraft-Offenhauser | 0     | Accident           |        |
| 32  | 27     | 68 | Len Sutton (R)     | Kurtis Kraft-Offenhauser | 0     | Accident           |        |
| 33  | 28     | 57 | Art Bisch (R)      | Kuzma-Offenhauser        | 0     | Accident           |        |

- (R) indique que le pilote était éligible au trophée du "Rookie of the Year" (meilleur débutant de l'année), attribué à George Amick.

### Pole position et record du tour
- Pole position :  Dick Rathmann en 1 min 01 s 655 lors de la première séance de qualification[7] (quatre tours en 4 min 06 s 62 - vitesse moyenne : 234,922 km/h).
- Meilleur tour en course :  Tony Bettenhausen en 1 min 02 s 37 (vitesse moyenne : 232,208 km/h) au cinquante-cinquième tour.

### Tours en tête
- Jimmy Bryan : 139 tours (1-18 / 26 / 31 / 47-48 / 50-58 / 66-104 / 126-200)
- Tony Bettenhausen : 24 tours (19-20 / 22-25 / 35 / 49 / 53-65 / 105-107)
- Eddie Sachs : 1 tour (21)
- George Amick : 18 tours (27-30 / 32-34 / 36-46)
- Johnny Boyd : 18 tours (108-125)

## Classement général à l'issue de la course
- Attribution des points : 8, 6, 4, 3, 2 respectivement aux cinq premiers de chaque épreuve et 1 point supplémentaire pour le pilote ayant accompli le meilleur tour en course (signalé par un astérisque).
- Pour la coupe des constructeurs, même barème mais seule la voiture la mieux classée de chaque équipe inscrit des points. Le point du meilleur tour en course n'est pas comptabilisé. Les 500 miles d'Indianapolis ne sont pas pris en compte pour cette coupe, la course n'étant pas ouverte aux monoplaces de formule 1[5].
- Le règlement permet aux pilotes de se relayer sur une même voiture, les points éventuellement acquis étant alors perdus pour pilotes et constructeur[7].

| Pos. | Pilote              | Écurie           | Points | ARG | MON | NL | 500 | BEL | FRA | GBR | ALL | POR | ITA | MAR |
| 1    | Stirling Moss       | Cooper & Vanwall | 17     | 8   | -   | 9* | -   |     |     |     |     |     |     |     |
| 2    | Luigi Musso         | Ferrari          | 12     | 6   | 6   | -  | -   |     |     |     |     |     |     |     |
| 3    | Maurice Trintignant | Cooper           | 8      | -   | 8   | -  | -   |     |     |     |     |     |     |     |
|      | Jimmy Bryan         | Epperly          | 8      | -   | -   | -  | 8   |     |     |     |     |     |     |     |
|      | Harry Schell        | BRM              | 8      | -   | 2   | 6  | -   |     |     |     |     |     |     |     |
| 6    | Mike Hawthorn       | Ferrari          | 7      | 4   | 1*  | 2  | -   |     |     |     |     |     |     |     |
| 7    | George Amick        | Epperly          | 6      | -   | -   | -  | 6   |     |     |     |     |     |     |     |
|      | Jean Behra          | Maserati & BRM   | 6      | 2   | -   | 4  | -   |     |     |     |     |     |     |     |
| 9    | Peter Collins       | Ferrari          | 4      | -   | 4   | -  | -   |     |     |     |     |     |     |     |
|      | Johnny Boyd         | Kurtis Kraft     | 4      | -   | -   | -  | 4   |     |     |     |     |     |     |     |
|      | Juan Manuel Fangio  | Maserati         | 4      | 4*  | -   | -  | -   |     |     |     |     |     |     |     |
|      | Tony Bettenhausen   | Epperly          | 4      | -   | -   | -  | 4*  |     |     |     |     |     |     |     |
| 13   | Jack Brabham        | Cooper           | 3      | -   | 3   | -  | -   |     |     |     |     |     |     |     |
|      | Roy Salvadori       | Cooper           | 3      | -   | -   | 3  | -   |     |     |     |     |     |     |     |
| 15   | Jim Rathmann        | Epperly          | 2      | -   | -   | -  | 2   |     |     |     |     |     |     |     |

| Pos. | Écurie        | Points | ARG | MON | NL | 500 | BEL | FRA | GBR | ALL | POR | ITA | MAR |
| 1    | Cooper-Climax | 19     | 8   | 8   | 3  | -   |     |     |     |     |     |     |     |
| 2    | Ferrari       | 14     | 6   | 6   | 2  | -   |     |     |     |     |     |     |     |
| 3    | Vanwall       | 8      | -   | -   | 8  | -   |     |     |     |     |     |     |     |
|      | BRM           | 8      | -   | 2   | 6  | -   |     |     |     |     |     |     |     |
| 5    | Maserati      | 3      | 3   | -   | -  | -   |     |     |     |     |     |     |     |

## À noter
- 1re victoire pour Jimmy Bryan dans le cadre du championnat du monde de Formule 1.
- 2e victoire pour Epperly en tant que constructeur dans le cadre du championnat du monde de Formule 1.
- 9e victoire pour Offenhauser en tant que motoriste dans le cadre du championnat du monde de Formule 1.

## Sources
- (en) Résultats complets sur le site officiel de l'Indy 500